# Charles Portal
El Mariscal de la Reial Força Aèria Charles Frederick Algernon Portal, 1r Vescomte Portal de Hungerford KG GCB OM DSO amb barra MC RAF (21 de maig de 1893 – 22 d'abril de 1971) va ser un oficial superior de la Royal Air Force, partidari de l'estratègia del bombardeig estratègic. Va ser el Cap de l'Estat Major de l'Aire britànic durant la major part de la Segona Guerra Mundial.

## Biografia
Charles Portal va néixer el 21 de maig de 1893 a Hungerford, Anglaterra, fill d'Edward Robert Portal i de la seva esposa Ellinor Kate. Els Portals tenien orígens hugonots, havent arribat a Anglaterra al segle xvii. Charles Portal, o Peter, com era anomenat, va estudiar al Winchester College i al Christ Church, Oxford, on estudià Dret. Portal volia ser Procurador dels tribunals (igual que ho era el seu pare), però no finalitzà els estudis i s'allistà com a soldat ras el 1914.

### Primera Guerra Mundial
A l'inici de la Primera Guerra Mundial, Portal s'allistà a l'exèrcit britànic, servint com a missatger en una secció de motocicletes dels Enginyers Reials al Front Occidental. Ben aviat va ser ascendit a caporal, i setmanes després va ser fet oficial i nomenat tinent de 2a. Per la mateixa època va ser citat al primer despatx de setembre de 1914 de sir John French. Al desembre rebé el comandament dels missatgers de la Companyia de Senyals del Quarter General del I Cos.
El 1915, reduint-se la necessitat de missatger, Portal va ser transferit al Royal Flying Corps, servint-hi primer com a observador i eventualment com a oficial pilot. Arribà al rang de tinent coronel i comandant el 16è esquadró, sent condecorat amb la Creu Militar i amb l'Orde del Servei Distingit i Barra. L'abril del 1918 restà com a oficial a la nova Royal Air Force, després de la fusió del Royal Flying Corps amb el Royal Naval Air Service, amb rang de cap d'esquadró.

### Període d'entreguerres
Després de la guerra, Portal comandà el 7è esquadró i es concentrà en millorar la cura dels bombardeigs. Tot i els èxits assolits, passà la major part del temps d'entreguerres en posicions d'estat major, en operacions i intel·ligència; i a planificació. El 1934 va ser nomenat comandant de les Forces britàniques a Aden, on intentà controlar les tribus locals mitjançant el poder aeri. El 1935 va ser promogut a comodor de l'aire, i el 1937 a vicemariscal de l'aire, en ser nomenat Director d'Organització del Ministeri de l'Aire. Des d'aquesta posició va ser responsable de diversos plans d'expansió per la RAF, com els del desenvolupament de diversos nous bombarders pesats, com el Stirling o el Halifax. Just abans de l'esclat de la Segona Guerra Mundial, se li ordenà establir 30 noves bases aèries a Gran Bretanya.

### Segona Guerra Mundial
A inicis de 1939, Portal va ser nomenat Membre de l'Aire a Personal al Consell de l'Aire. Quan esclatà la guerra al setembre va ser ascendit mariscal de l'aire i, a l'abril de 1940, nomenat comandant en cap de la Comandància de Bombarders. Portal advocava per bombardeig estratègic d'una zona contra les àrees industrials alemanyes, en lloc de bombardejar plantes o fàbriques concretes. Donà la primera ordre de bombadejar Berlín el 25 d'agost de 1940. El resultat va ser que Hermann Göring ordenà a la Luftwaffe que bombardegés Londres en lloc dels camps d'aviació britànics, iniciant-se el Blitz. El Primer Ministre Churchill quedà impressionat per l'estratègia de Portal, i aquest va ser fet cavaller al juliol de 1940. Ja en aquesta posició observà com la teoria que "els bombarders sempre s'obren pas" havia quedat desfasada, i que els bombarders llavors disponibles (els Blenheim, els Whitley, els Hampden o els Battle) no eren apropiats per a les missions a la llum del dia; i començà a pensar en la possibilitat de dedicar-se només a bombardejar durant la nit.
A l'octubre de 1940, Portal va ser nomenat Cap de l'Estat Major de l'Aire, amb rang de mariscal en cap de l'aire, veient-se involucrat en la controvèrsia sobre la Gran Ala, que desembocà en el relleu de Hugh Dowding com a cap del Comandament de Caces. Es concentrà en millorar els sistemes de navegació dels bombarders, així com en les ajudes pels bombarders i en l'increment de la potència de les mateixes bombes. L'agost de 1941 va rebre un informe de la relativa ineficàcia dels bombardeigs diürns, davant la qual proposà el bombardeig d'àrea nocturn. Per implementar la seva directiva reemplaçà al cap del comandament de bombarders, mariscal en cap Richard Peirse per Arthur Harris.

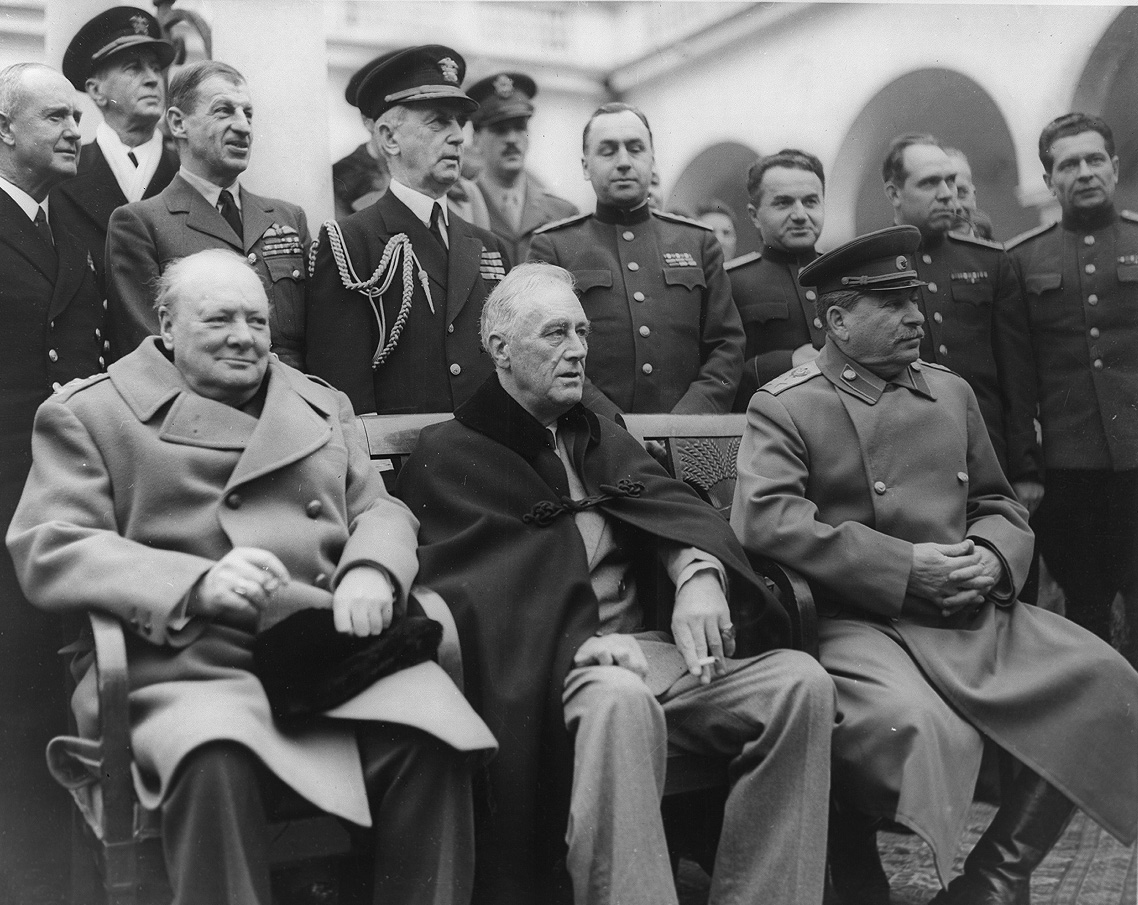
La Conferència de Ialta. Portal està dret, darrere de Churchill.

Portal acompanya a Churchill a totes les conferències, causant una bona impressió als estatunidencs. El gener de 1943, a la Conferència de Casablanca, els Caps d'Estat Major Combinats el triaren per coordinar els bombarders britànics i estatunidencs en una ofensiva de bombardeigs conjunta sobre Alemanya. Si bé durant l'Operació Overlord les forces van ser traspassades al General Dwight D. Eisenhower, Portal seguí advocant pel bombardeig d'àrea de les ciutats alemanyes en lloc del bombardeig d'objectius específics tan bon punt tornaren al seu control.
Al juny de 1944, Portal va ser promogut a mariscal de la Reial Força Aèria, i al febrer de 1945 va ser un dels més alts comandants presents a la Conferència de Ialta. A inicis de 1944, l'opinió de Portal sobre el bombardeig estratègic canvia, i pensà que potser els bombarders haurien de tenir un paper més auxiliar en l'ofensiva aliada. El mariscal Harris es mostrà en contra, fent que Portal es fes enrere. Al març de 1945, Churchill donà l'ordre final per aturar el bombardeig d'àrea, després de la tempesta de foc creada a Dresden poques setmanes abans. Churchill, a més, es distancià del bombardeig, escrivint que la destrucció de Dresden resta com un llast contra la conducta del bombardeig aliat.

### Postguerra
El 1945, després del final de la guerra, Portal es retirà de la RAF, i a l'agost va ser fet Baró Portal de Hungerford, de Hungerford, al comtat de Berks, i un any després, Vescomte Portal de Hungerford. Entre 1946 i 1951 va ser Controlador de Producció de l'Energia Atòmica. Després es retirà a l'empresa privada.
Va morir el 22 d'abril de 1971, amb 77 anys.
Portal representà hàbilment a la RAF al màxim nivell, a més de ser un dels pocs homes capaços de discutir amb Churchill. Era capaç d'oferir argumentacions raonades, recolzades pels fets (i si era necessari, aprofitant cites del mateix Churchill), per negar-se a les peticions cada cop més capricioses de Churchill: només dues setmanes després del seu nomenament, Churchill li insistia que la quantitat de bombes llançades sobre Alemanya era ridícula, davant la qual cosa Portal afirmà que no podia fer res sense tripulacions entrenades, i que durant la batalla d'Anglaterra, molts tripulants de bombarders havien estat traslladats a les unitats de caces.
El balanç de Portal és que la seva determinació i integritat, així com el seu profund coneixement del seu servei el van fer un excel·lent Cap de l'Estat Major de l'Aire.

## Historial Militar i Honors

### Dates de promoció[6]

#### Exèrcit
- Tinent de 2a: 26 de setembre de 1914
- Tinent: ?
- Capità: 11 de desembre de 1915
- Major: 14 de juny de 1917

#### RAF
- Major: 1 d'abril de 1918
- Tinent Coronel: 17 de juny de 1918
- Cap d'Esquadró: 1 d'agost de 1919 (amb efecte retroactiu d'1 d'abril de 1918)
- Comandant d'Ala: 1 de juliol de 1925
- Capità de Grup: 1 de juliol de 1931
- Comodor de l'Aire: 1 de gener de 1935
- Vicemariscal de l'Aire: 1 de juliol de 1937
- Mariscal de l'Aire: 1 de juliol de 1940 (actuant com a tal des del 3 de setembre de 1939)
- Mariscal en Cap de l'Aire: 14 d'abril de 1942 (actuant com a tal des del 25 d'octubre de 1940)
- Mariscal de la RAF: 1 de juny de 1944.

### Condecoracions
Vescomte Portal de Hungerford – 1 de gener de 1946 (conferit el 8 de febrer de 1946)
 Baró Portal de Hungerford – 17 d'agost de 1945 (conferit el 12 d'octubre de 1945)
 Cavaller de l'Orde de la Lligacama – 3 de desembre de 1946
 Gran Creu de l'Orde del Bany – 11 de juny de 1942
 Comandant de l'Orde del Bany – 11 de juliol de 1940
 Company de l'Orde del Bany – 2 de gener de 1939
 Orde del Mèrit – 1 de Gener de 1946
 Orde del Servei Distingit – 18 de Juliol de 1917 
 Barra - 26 de juliol de 1918
 Creu Militar - 10 de gener de 1917
 4 Mencions als Despatxos – 19 d'octubre de 1914, 9 de desembre de 1914, 11 de desembre de 1917, 31 de desembre de 1918
 Estrella de 1914
 Medalla Britànica de la Guerra 1914-20
 Medalla de la Victòria 1914-1918
 Estrella de 1939-45
 Medalla de la Guerra 1939-1945
 Gran Creu de l'Orde Polònia Restituta - 15 de juliol de 1941
 Gran Creu del Reial Orde Noruec de Sant Olaf (Noruega)- 18 Dec 1942,
 Orde del Lleó Blanc de 1a Classe (Txecoslovàquia) – 12 de gener de 1943
 Creu de Guerra (Txecoslovàquia)
 Medalla del Servei Distingit a l'Exèrcit (Estats Units) – 15 de març de 1946
 Gran Creu de l'Orde de Jordi I amb Espases (Grècia)- 6 de setembre de 1946
 Gran Creu de Cavaller amb Espases de l'Orde d'Orange-Nassau (Països Baixos) – 18 de novembre de 1947
 Gran Creu de Cavaller de l'Orde del Lleó Neerlandès
 Gran Creu de l'Orde de la Corona amb Palma (Bèlgica) – 27 d'agost de 1948
 Creu de Guerra amb Palma (Bèlgica) - 27 d'agost de 1948
 Comandant de la Legió d'Honor (França)